# Oelsnitz/Erzgeb.
Oelsnitz/Erzgeb. is een stad in het de Duitse deelstaat Saksen. De stad ligt in het noordwesten van het Erzgebirgskreis. Oelsnitz/Erzgeb. telt 10.983 inwoners.

## Verkeer en vervoer
In de gemeente ligt spoorwegstation Neuoelsnitz.

## Partnersteden
- Sprockhövel, Duitsland
- Mimoň, Tsjechië
- Niefern-Öschelbronn, Duitsland

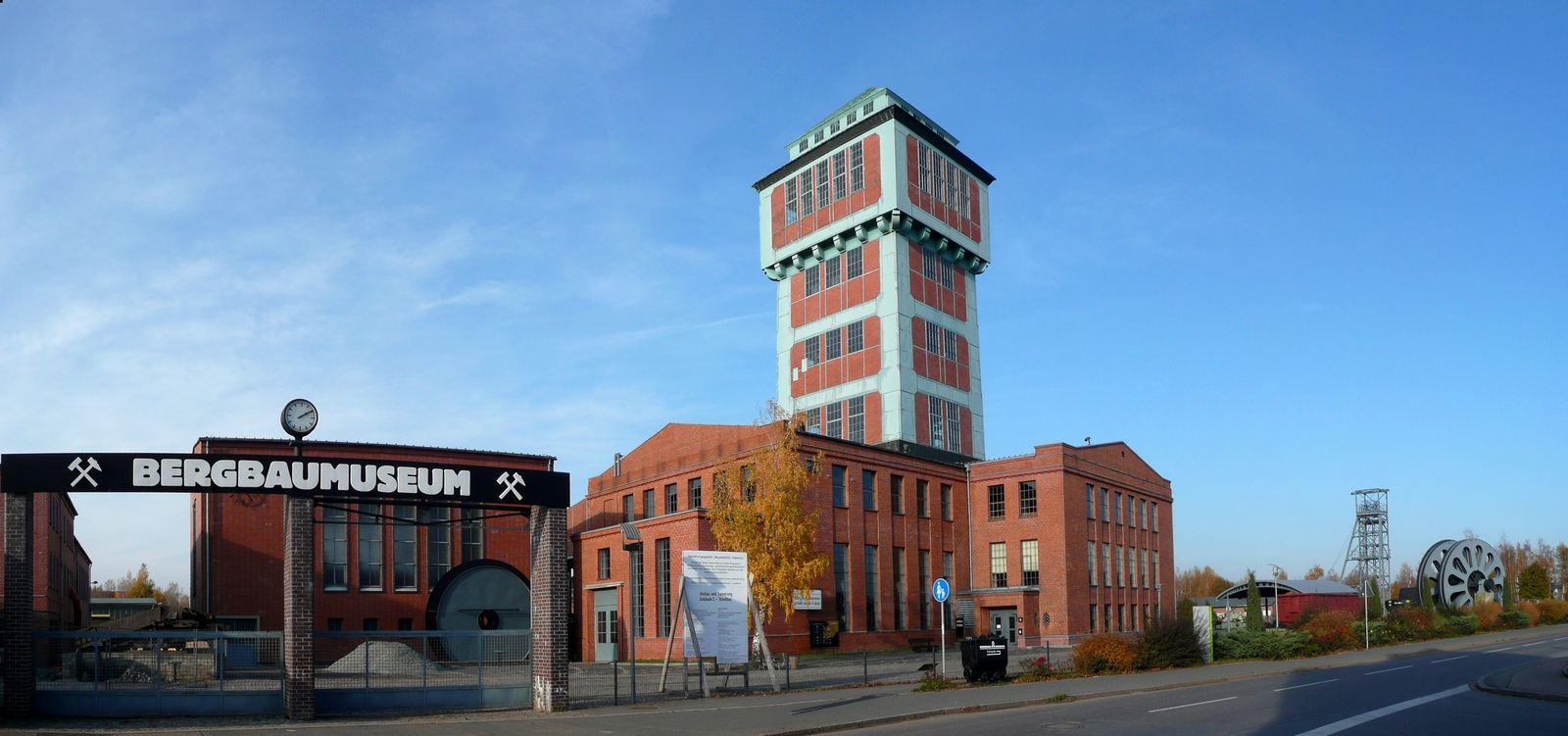
Bergbaumuseum

- Avion, Frankrijk

## Geboren
- Max Strobel (1912/13), Duitse militair
- Harald Irmscher (1946), voetballer

Amtsberg · Annaberg-Buchholz · Aue-Bad Schlema · Auerbach · Bärenstein · Bockau · Börnichen/Erzgeb. · Breitenbrunn/Erzgeb. · Burkhardtsdorf · Crottendorf · Deutschneudorf · Drebach · Ehrenfriedersdorf · Eibenstock · Elterlein · Gelenau/Erzgeb. · Geyer · Gornau · Gornsdorf · Großolbersdorf · Großrückerswalde · Grünhain-Beierfeld · Grünhainichen · Heidersdorf · Hohndorf · Jahnsdorf/Erzgeb. · Johanngeorgenstadt · Jöhstadt · Königswalde · Lauter-Bernsbach · Lößnitz · Lugau · Marienberg · Mildenau · Neukirchen/Erzgeb. · Niederdorf · Niederwürschnitz · Oberwiesenthal · Oelsnitz/Erzgeb. · Olbernhau · Pfaffroda · Pockau-Lengefeld · Raschau-Markersbach · Scheibenberg · Schlettau · Schneeberg · Schönheide · Schwarzenberg · Sehmatal · Seiffen/Erzgeb. · Stollberg/Erzgeb. · Stützengrün · Tannenberg · Thalheim · Thermalbad Wiesenbad · Thum · Wolkenstein · Zschopau · Zschorlau · Zwönitz